# Selling England by the Pound
Selling England by the Pound — пятый студийный альбом британской прог-рок-группы Genesis, записанный и выпущенный в 1973 году. Он последовал за альбомом Foxtrot и был пиком коммерческой успешности коллектива эпохи Гэбриела, в Великобритании он занял третью позицию в чарте. К 1990 году альбом достиг планки золотого в США.
Альбом занимает 2 место в списках «Топ лучших альбомов прогрессивного рока по версии Prog Archives» и «25 лучших классических альбомов прогрессивного рока» по версии PopMatters. Также альбом занимает 6 место в списке «50 величайших прог-рок-альбомов всех времён» журнала Rolling Stone.

## Тематика альбома
Лелея пасторальную тоску по древней или средневековой Англии в качестве своего основного тематического материала, альбом фокусируется на следах прошлого, видимых в настоящем.
Песни о мифологическом прошлом Англии («Dancing With the Moonlit Knight», в переводе с англ. — «Танцуя с рыцарем лунного света»), отсылки к Ромео и Джульетте соседствуют со
скетчами о современных газонокосилках («I Know What I Like», в переводе с англ. — «Я знаю что мне нравится»),
бандах Ист-Энда и
центральной композицией второй стороны, эпической «Cinema Show» (в переводе с англ. — «Киносеанс»), в которой два любовника выступают как реинкарнации древнегреческих персонажей, что сильно напоминает сцену «Огненной проповеди» (англ. Fire Sermon) из эпической поэмы Томаса Элиота «Бесплодная земля».
По словам Гэбриела, идея «I Know What I Like» заключалась в том, что «кошение лужайки является актом подавления агрессии; лирический герой — парень, который скрывает свои эмоции, но он очень рассержен».
В композиции «Dancing with the Moonlight Knight» Стив Хэкетт одним из первых демонстрирует технику тэппинг (позже популяризованную Эдди Ван Халеном) и технику свипового штриха (которую в 1980-х годах практиковал Ингви Мальмстин).
На обложке альбома изображена картина Бетти Суонвик «Сон» (англ. The Dream). В оригинале на картине не было газонокосилки, музыканты попросили Суонвик добавить её как аллюзию на песню «I Know What I Like».
В 1994 году на CD вышла версия этого альбома с цифровым ремастерингом. В Европе его выпустил лейбл Virgin, а в США и Канаде — Atlantic Records. Буклет этого издания содержит тексты песен и список участников записи.
В 2007 году альбом вошёл в глобальное переиздание каталога Genesis и был переиздан в форматах SACD и DVD (включая новый шестиканальный и стерео миксы).

## Список композиций
Авторы всех песен — Тони Бэнкс, Фил Коллинз, Питер Гэбриел, Стив Хэккет и Майк Резерфорд.
Сторона А
1. «Dancing With the Moonlit Knight» — 8:02 (текст: Гэбриел)
2. «I Know What I Like (In Your Wardrobe)» — 4:07 (текст: Гэбриел)
3. «Firth of Fifth» — 9:35 (текст: Бэнкс/Резерфорд)
4. «More Fool Me» — 3:10 (авторы: Коллинз/Резерфорд)

Сторона Б
1. «The Battle of Epping Forest» — 11:49 (текст: Гэбриел)
2. «After the Ordeal» — 4:13 (авторы: Бэнкс/Резерфорд)
3. «The Cinema Show» — 11:06 (текст: в основном Бэнкс/Резерфорд)
4. «Aisle of Plenty» — 1:32 (текст: Гэбриел)

## Участники записи
- Питер Гэбриел — основной вокал, флейта, гобой, перкуссия
- Фил Коллинз — барабаны, перкуссия, бэк-вокал, основной вокал в «More Fool Me»
- Тони Бэнкс — бэк-вокал, фортепиано, клавишные, акустическая гитара в «The Cinema Show»
- Стив Хэккет — основная гитара, бэк-вокал в «I Know What I Like»
- Майк Резерфорд — бас-гитара, ритм-гитара, ситар в «I Know What I Like», контрабас в «The Cinema Show»

## Дополнительные факты
- Genesis отказались от участия в телепрограмме Top of the Pops с исполнением «I Know What I Like». Майк Резерфорд: «Были группы, выпускавшие синглы — и были те, что записывали альбомы. А между ними — полоса отчуждения. Вы были или в одном лагере, или в другом»[6].
- Композиция «More Fool Me» (с англ. — «Ты всё дурачишь меня») стала второй для Фила Коллинза как вокального исполнителя после «For Absent Friends» с альбома Nursery Cryme.

## Позиции в хит-парадах
Годовые чарты:
| Хит-парад (1974) | Позиция |
| ---------------- | ------- |
| Италия (FIMI)    | 18      |